# Pobądz
Pobądz [pronunciación en polaco: /ˈpɔbɔnt͡s/] (Alemán: Pobanz) es un pueblo ubicado en el distrito administrativo de Gmina Tychowo, dentro del Condado de Białogard, Voivodato de Pomerania Occidental, en el norte de Polonia occidental. Se encuentra aproximadamente a 7 kilómetros al noreste de Tychowo, a 21 kilómetros al este de Białogard, y a 130 kilómetros al noreste de la capital regional Szczecin.
Antes de 1945, el área fue parte de Alemania. Para la historia de la región, véase Historia de Pomerania.

## Personas destacadas
- Hermann von Tresckow (1849-1933), general alemán.